# Mattabesett Trail

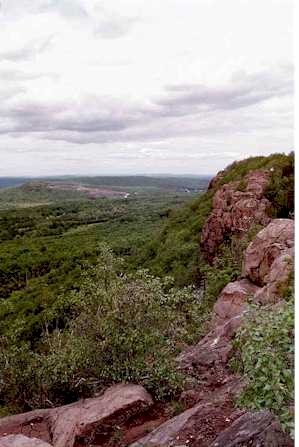
Higby Mountain.

Der Mattabesett Trail ist ein Wanderweg, der zum System der Blue-Blazed Trails in Connecticut gehört. Der Pfad führt auf 50 mi (70 km) in einem Bogen durch Zentral-Connecticut und gehört zum System des New England National Scenic Trail. Eine Hälfte des Trails folgt der hohen Basalt-Klippe (englisch traprock ridge) der Metacomet Ridge, vom Totoket Mountain in Guilford bis zum Lamentation Mountain in Meriden von Süden nach Norden. Die Metacomet Ridge ist bekannt für ihre Artenvielfalt, meilenlange romantische Klippen und Bergwandergebiete. Die zweite Hälfte des Trails erstreckt sich nach Norden von Guilford bis nach Middletown und endet am Connecticut River. Auf diesem Abschnitt folgt der Wanderweg einem Hochland aus metamorphem Gestein mit nur selteneren Aussichtspunkten und dichten Wäldern.
Als Andenken kann bei der Connecticut Forest and Park Association (CFPA) ein Aufnäher (Mattabesett Trail patch) für Wanderer, die die Blue-Blazed Trails in Connecticut (Quinnipiac, Metacomet and Mattabesett) erwandert haben, bezogen werden.

## Name
Der Trail ist nach den Mattabesett-Indianern („Black-hill Indians“) benannt, die ihren Namen auch dem gleichnamigen Fluss gaben und nach denen früher das Gebiet von Middletown benannt war. Die Bezeichnung kommt von dem Wort „Mete-wis“ mit der Bedeutung „schwarze Erde“.

## Geographie
Der Weg führt durch das Gebiet der folgenden Gemeinden von Nordwesten nach Süden und dann wieder nach Nordosten: Berlin, Middletown, Meriden, Middlefield, Wallingford, Durham, North Branford, Guilford, Madison und Haddam.
Bemerkenswerte Landschaftselemente entlang des Weges sind Lamentation Mountain, Chauncey Peak, Higby Mountain, Besek Mountain, Fowler Mountain, Trimountain, Pistapaug Mountain, Totoket Mountain, die Broomstick Ledges, die Seven Falls und die Coginchaug Cave. Der Metacomet Trail beginnt nördlich des Lamentation Mountain, wo der Mattabesett Trail endet.
Geologie, Ökologie und Landschaft sind mit dem im Norden in Massachusetts gelegenen Metacomet-Monadnock Trail vergleichbar.

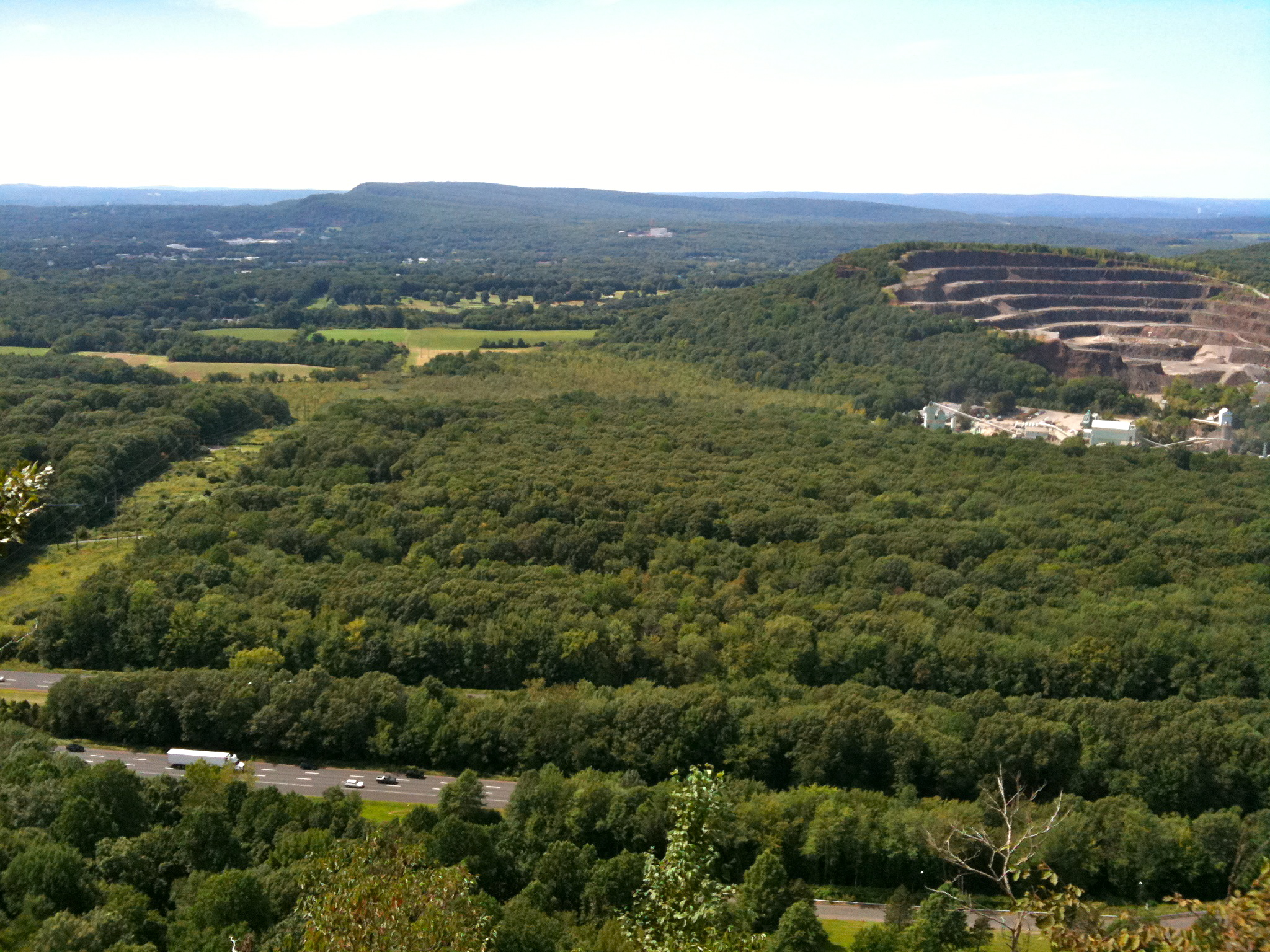
Blick von Higby Mountain auf die Interstate 91 und den östlichen Steinbruch am Chauncey Peak. Im Hintergrund ist die Höhenlinie des Lamentation Mountain sichtbar.

## Tourismus
Der Weg wird hauptsächlich für Wanderungen genutzt, daneben gibt es Möglichkeiten zum Campen, Picknicken und – im Winter – zum Cross-Country-Skifahren. Einzelne Strecken des Trails sind auch geeignet zum Geocachen und Reiten. Daneben können Vogelbeobachtung, Jagen, Angeln, Bouldern und Klettern betrieben werden.

## Geschichte und Folklore
Der Trail war der dritte Wanderweg, der von der Connecticut Forest and Park Association eingerichtet wurde, und besteht seit 1932. Studenten von der Wesleyan University waren an der Auszeichnung und Einrichtung des Weges beteiligt.
Die Route des ursprünglichen Weges von 1930 ist in der 1940 Connecticut Walk Book map of major trails der Connecticut Forest and Park Association von 1940 verzeichnet.
Der United States Congress ermächtigte 2000 den National Park Service, den neuen National Scenic Trail „New England National Scenic Trail“ im Süden Neuenglands einzurichten, der neben dem Mattabesett Trail auch den Metacomet-Monadnock Trail und den Metacomet Trail zusammenführt.
Am 30. März 2009 unterzeichnete der damalige Präsident Barack Obama den Omnibus Public Land Management Act of 2009, wodurch der New England National Scenic Trail zusammen mit zwei anderen National Scenic Trails offiziell eröffnet wurde.
Die Kombination der Wanderwege Metacomet, Monadnock und Mattabesett Trail wird oft auch als die 3-M, als MMM oder als Metacomet-Monadnock-Mattabesett Trail bezeichnet. Der New England National Scenic Trail umfasst beinahe die gesamten MMM-trails und nimmt zusätzlich eine Erweiterung vom Südende des Mattabesett Trail durch Guilford bis zur Küste des Long Island Sound auf.

### Historische Stätten
- Powder Ridge Ski Area[6]

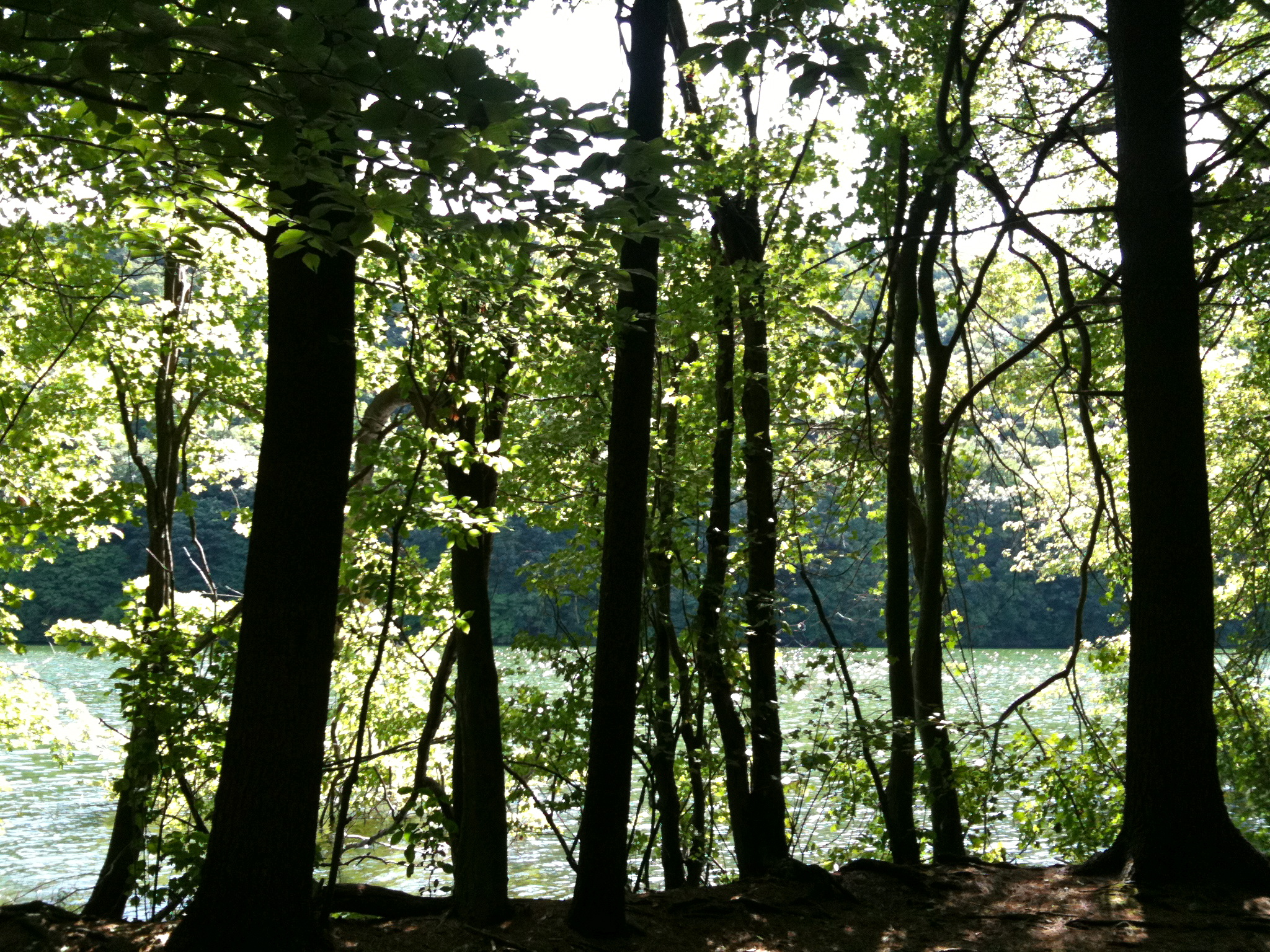
Crescent Lake (Bradley Hubbard Reservoir) in Meriden's Giuffrida Park am Mattabesett Trail.

- Kutschenwege aus der Kolonialzeit: Stagecoach Road, Wadsworth Farm Road (auf der George Washington 1775 und 1789 gefahren sein soll)
- Myerhuber Pond von Conrad Myerhuber
- Selectman's Stones, Grenzsteine an den Ecken der Gemeindegebiete von Durham, Guilford und Madison.
- Pest House Kellerruinen bei den Mica Ledges in Durham.

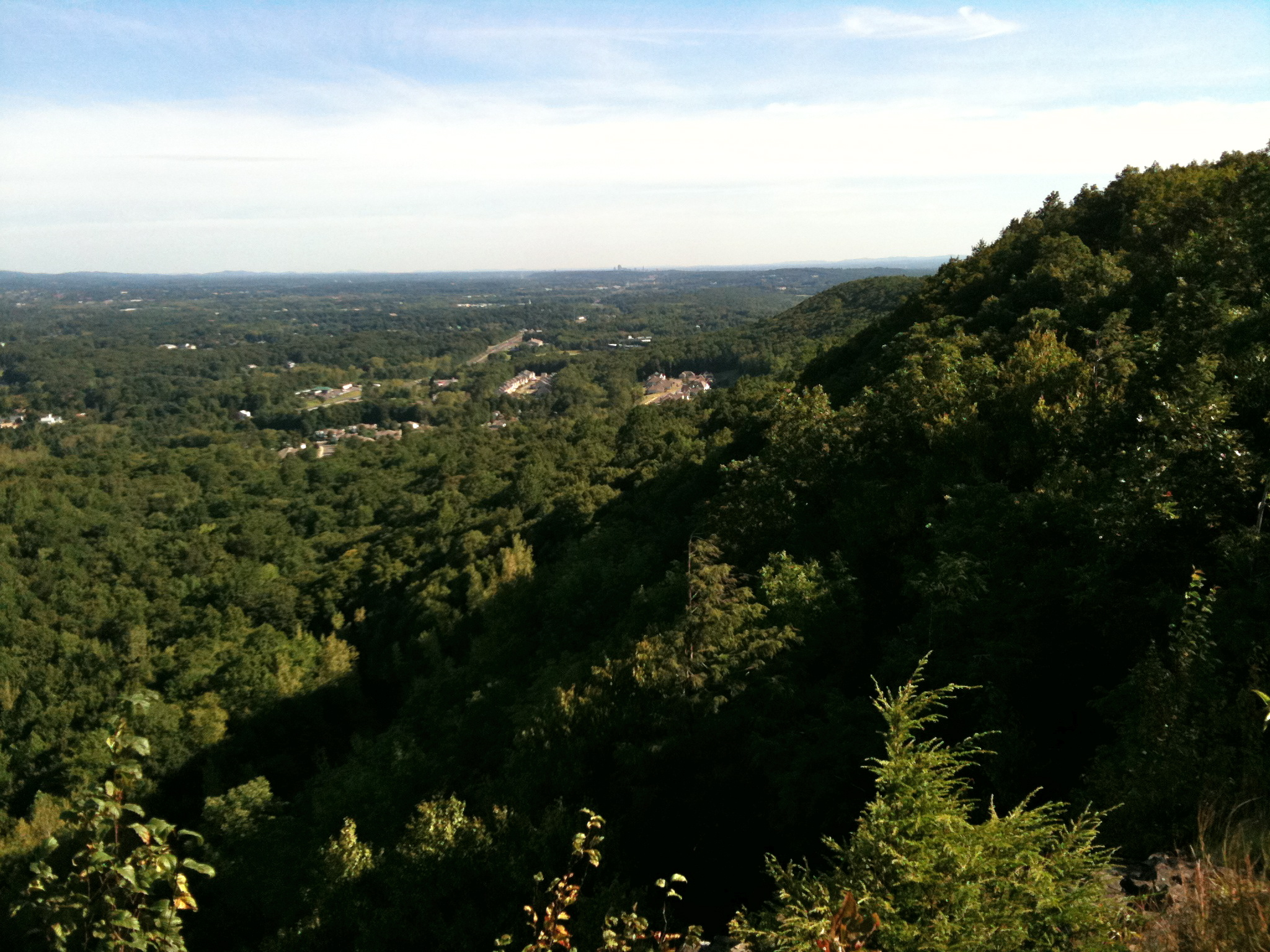
Blick nach Norden auf Lamentation Mountain von der Lamentation Mountain Ridge.